# Classe Bainbridge
Initialement désignée comme une classe de destroyers du type torpedo boat destroyer (« destructeur de torpilleur »), la classe Bainbridge fut autorisée par le Congrès en 1898. Il s'agit de la première classe de destroyers de l'US Navy construite entre 1899 et 1903.
13 différents navires furent commandés sur les 16 destroyers prévus (3 furent utilisés pour la classe Truxtun). La classe fut initialement autorisée par le Congrès pour la guerre hispano-américaine avant d'être retirés du service en 1919.
Un navire fut perdu en mer : le Chauncey qui est entré en collision au large de Gibraltar avec le navire marchand britannique S.S. Rose le 19 novembre 1917.
Après avoir été retirés du service, les 12 unités restantes furent vendues à Joseph G. Hitner, à l'exception du Hopkins qui fut vendu à la Denton Shore Lumber Company de Tampa, Floride.

## Liste des navires
| Navire                 | Constructeur                                            |
| ---------------------- | ------------------------------------------------------- |
| USS Bainbridge (DD-1)  | Chantier naval Neafie & Levy de Kensington              |
| USS Barry (DD-2)       | Chantier naval Neafie & Levy de Kensington              |
| USS Chauncey (DD-3)    | Chantier naval Neafie & Levy de Kensington              |
| USS Dale (DD-4)        | Chantier naval William R. Trigg de Richmond             |
| USS Decatur (DD-5)     | Chantier naval William R. Trigg de Richmond             |
| USS Hopkins (DD-6)     | Chantier naval Harlan and Hollingsworth de Wilmington   |
| USS Hull (DD-7)        | Chantier naval Harlan and Hollingsworth de Wilmington   |
| USS Lawrence (DD-8)    | Chantier naval Fore River de Quincy                     |
| USS Macdonough (DD-9)  | Chantier naval Fore River de Quincy                     |
| USS Paul Jones (DD-10) | Chantier naval Union Iron Works de San Francisco        |
| USS Perry (DD-11)      | Chantier naval Union Iron Works de San Francisco        |
| USS Preble (DD-12)     | Chantier naval Union Iron Works de San Francisco        |
| USS Stewart (DD-13)    | Chantier naval Gas Engine and Power Company de New York |

## Sources
- (en) Fiche de la classe Bainbridge sur Destroyer History
- (en) Fiche de la classe Bainbridge sur Destroyers